# Court Tombs von Carrowreagh
Die Court Tombs von Carrowreagh liegen in der Mitte eines Torfmoors im gleichnamigen Townland (irisch An Cheathrú Riabhach), nordwestlich von Aclare in den Slieve Gamph Mountains, im Süden des County Sligo und nahe der Grenze zum County Mayo in Irland. Die Court Tombs von Carrowreagh wurden in der Jungsteinzeit etwa 4000–2500 v. Chr. errichtet.

## Das südliche Tomb
Das südliche Tomb ist gut erhalten und ein National Monument. Der Zugang kann durch ein kleines Loch im Dach erfolgen, das mit Platten auf mehreren Ebenen von Orthostaten bedeckt ist.
Die gesamte Anlage ist über 34 m lang und verjüngt sich keilförmig nach hinten von 11 m auf 7 m. Sie ist West-Ost orientiert, Die Galerie ist am Eingang etwa 2,0 m breit und erweitert sich auf über 3,0 m. Es könnte vier Endkammern gegeben haben, eine ungewöhnlich hohe Zahl. Der Hof (englisch court) ist vollständig von Steinen und Moor bedeckt.
Lage: 54° 3′ 26,4″ N, 8° 56′ 28″ W

## Das nördliche Tomb
Dieses liegt ca. 300 m nördlich. Es ist auch unter den Namen Giant's Grave und Cashelnamon bekannt. Es ist 20 bis 30 m lang; die Galerie ist in zwei Kammern geteilt. Große Teile sind beschädigt und unter dem Torfmoor begraben.
Lage: 54° 3′ 31,1″ N, 8° 56′ 25,9″ W

## Weitere Funde
Eine etwa 4,0 m lange und 1,5 m breite Steinkiste wurde 30 m südwestlich gefunden.